# Гризинькалнс
Гри́зинькалнс (латыш. Grīziņkalns) — исторический район Риги, лежащий к востоку от центра города. Наименование района происходит от названия здешней песчаной дюны (Griesenberg, Grīziņkalns). Включён в состав города в 1786 году.
В архитектурном отношении Гризинькалнс — классическое рабочее предместье, граничащее с буржуазным центром. Здесь сохранилось десятки памятников архитектуры начала XX столетия, построенные в «национальном югендстиле». Район находится в границах охранной зоны ЮНЕСКО — это своего рода «буферная зона», прилегающая к историческому центру Риги.
Официальные источники определяют границы Гризинькалнса по улицам
Бривибас,
Таллинас,
Александра Чака,
Артилерияс,
Красотаю,
Лиенес,
Августа Деглава
и железной дороге от Воздушного моста до Деглавского виадука возле стадиона «Даугава». На обывательском уровне к этой территории иногда добавляется несколько кварталов южнее улицы Александра Чака, включая парк Зиедоньдарзс, до улицы Матиса. В статистических отчётах времён довоенной Латвийской Республики именно улица Матиса отделяла пролетарский Гризинькалнс от соседнего мелкобуржуазного района Авоты.

## История
В конце XIX столетия Гризинькалнс складывался как район смешанной городской застройки. Сюда, в фабричное предместье Риги, переселялись в поисках работы латышские крестьяне. Промышленные предприятия строились вдоль Риго-Орловской железной дороги и её Милгравской ветки. Так сложилась индустриальная зона, включающая в себя предприятия на улицах Валмиерас, Вагону, а также комплексы «Ригас адитайс» и «Латвияс балзамс» в районе железнодорожной станции Земитаны.
По улице Яня Асара и далее по улице Авоту с 1901 года курсировал трамвай, который соединял Гризинькалнс с центром города. Трамвайные рельсы были сняты с ул. Авоту лишь в 1971 году. Примерно тогда же булыжная мостовая на улице Артилерияс была заменена на асфальтовое покрытие. Подводы, запряжённые лошадьми, можно было видеть на улицах Гризинькалнса вплоть до конца 1960-х годов.
Длительное время (с 1930-х вплоть до 1990-х гг.) центром культурной жизни Гризинькалнса был кинотеатр «Гайсма» на ул. Таллинас. Фильмы Рижской киностудии даже в советское время всегда шли здесь на латышском языке, с русскими субтитрами. Однако в 1990-е годы кинотеатр «Гайсма» был закрыт.
В 1990-е годы были ликвидированы многие промышленные предприятия, которые десятилетиями обеспечивали жителей Гризинькалнса работой. Цеха швейной фабрики «Ригас адитайс» возле станции Земитаны стали бизнес-центром. Была закрыта и снесена обувная фабрика «Пирмайс майс» на улице А. Чака — вместо неё построен жилой комплекс. Закрылась ортопедическая фабрика между ул. Пернавас и Таллинас. Успешно работают лишь кондитерская фабрика «Стабурадзе», расположенная между Таллинас и Артилерияс, и одно из важнейших предприятий латвийской промышленности — «Латвияс балзамс» у станции Земитаны.

## Застройка и архитектура Гризинькалнса
На рубеже XIX и XX веков в Гризинькалнсе было построено немало двухэтажных деревянных домов с частичными удобствами и печным отоплением. В те времена здесь селились рабочие и мелкие служащие со своими семьями. Много таких домов сохранилось до наших дней на улицах Лауку, Артилерияс, Алаукста, Лабораторияс, Звайгжню, Яня Асара, Пернавас. Застройка и состав населения этих небогатых кварталов до сих пор определяет социальный статус всего района.
В первые десятилетия XX века район начал застраиваться также пятиэтажными «доходными домами». Такие здания доминируют на улицах Александра Чака, Таллинас, Пернавас, Артилерияс, Авоту, Красотаю и Матиса. Внушительные фасады некоторых из них говорят о буржуазных вкусах их первоначальных обитателей. В советское время социальный состав жителей «пятиэтажного Гризинькалнса» сильно перемешался.
В 1970-е и в начале 1980-х годов в застройке Гризинькалнса обнаружилась новая тенденция. На тихих зелёных улицах, примыкающих к парку 1905 года, правительственные учреждения ЛССР начали возводить комфортабельные «ведомственные» дома для своих сотрудников. Таких кирпично-панельных домов несколько (на ул. Варну, Звайгжню, Алаукста, Пернавас и Лабораторияс).
Преимуществом Гризинькалнса является его удобное расположение на карте города и близость к фешенебельным кварталам центра («буржуазный город», зона парков и бульваров, Старый город, «дипломатический квартал»). Многие постройки на Гризинькалнсе к началу XXI века сильно обветшали и нуждаются в сносе или капитальной реконструкции.
Реконструкция променада вдоль ул. Яня Асара и безымянной площади в треугольнике между улицами Пернавас, Августа Деглава, и Валмиерас свяжет Гризинькалнс в единое целое. Первый шаг в этом направлении сделан: в начале XXI века на углу ул. Пернавас и Деглава был сооружён шестиэтажный административно-торговый центр со спортивным клубом «Olymp». На очереди — обновление исторических фасадов и снос ветхих зданий на прилегающих улицах.

### Парк Гризинькалнс (парк 1905 года)

Домик садовника (1903) — единственное сохранившееся строение старого парка

Парк Гризинькалнс был разбит в период с 1901 по 1911 годы по проекту Г. Ф. Куфальдта. В дни революции 1905 года парк стал центром массовых протестов.
Первоначальное благоустройство парка было завершено к 1911 году. Однако в годы Первой мировой войны парковые строения были сожжены, а сам парк пришёл в запустение. Его восстановление завершилось лишь в 1930 году, под руководством директора рижских садов и парков А. Зейдакса. Тогда же парк Гризинькалнс был переименован в Парк 1905 года.
В годы Второй Мировой войны парк снова зарос и был приведён в порядок лишь в конце 1940-х годов.
В 1974—1975 годах у входа в парк, на углу улиц Пернавас и Яня Асара, был воздвигнут памятник революционерам 1905 года работы скульптора В. Албергса.

### Парк Зиедоньдарзс

Фонтан в парке Зиедоньдарзс

Парк Зиедоньдарзс, расположенный на стыке трёх городских районов (Центр, Авоты, Гризинькалнс), юридически находится на территории района Авоты, но фактически принадлежит всем трём районам. Он был разбит в 1937—1939 годах по проекту Андрея Зейдакса, которому и принадлежит идея назвать новый парк Зиедоньдарзс, что означает — «Весенний сад».
В 1981 году на главной аллее парка, на углу улиц Александра Чака и Артилерияс, был установлен памятник латышскому поэту Александру Чаку (скульптор Луция Жургина, архитектор Ольгертс Остенбергс).
Парк Зиедоньдарзс, находящийся внутри городских кварталов, является удобным тихим местом отдыха, расположенным непосредственно рядом с важными городскими магистралями.

### Церковь Святого Павла

Церковь святого Павла

Символ Гризинькалнса и соседнего района Авоты — лютеранский евангелический собор Святого Павла на ул. Деглава, 1. Это один из самых заметных лютеранских храмов Латвии. Силуэт собора определяет дальнюю перспективу нескольких улиц (ул. Артилерияс, ул. Авоту, ул. Августа Деглава).
Под сооружение собора Св. Павла рижская Дума ассигновала средства и отвела участок земли в 1878 году. Тогда же строительное управление города разработало проект планировки окружающих улиц. Так видный издалека шпиль собора Св. Павла стал композиционным центром всей округи. Собор был возведён в стиле эклектической английской неоготики по проекту архитектора Густава Хилбига.
После кончины автора проекта в 1887 году работы возглавил сын архитектора Герман Хилбиг, который и завершил строительство. В 1912 году к собору были пристроены боковые порталы и установлен орган. В 1937 году алтарь собора украсили произведением известного латышского художника Яниса Роберта Тилберга «Вознесение Христа».
Рядом с собором Св. Павла находится, построенная в 1910 году, Христианская средняя школа (Rīgas Kristīgās vidusskola), ученики которой посещают библейские собрания в церкви Св. Павла. В 1972 году в соборе Св. Павла снимались несколько эпизодов культового фильма советских времён «Семнадцать мгновений весны».

### Собор Святой Троицы
Недалеко от станции Земитаны, на улице Кришьяня Барона находится собор Св. Троицы женского монастыря — один из наиболее впечатляющих православных храмов Латвии. Собор был построен в 1907 г. ввиду Александровских ворот при въезде в Ригу со стороны С.-Петербурга. Автор проекта — латвийский архитектор Константин Пекшен. На сооружение собора царь Николай II ассигновал 75,000 золотых рублей из государственной казны, но средства закончились ещё до завершения проекта. По всей России был организован сбор пожертвований, чтобы завершить строительные работы.
|                                                                       |  |                          |  |                          |  |                          |
| Скульптура «Lutausis» работы скульптора Мартиньша Шмалцса (1904-1984) |  | Больница Красного Креста |  | Купола Собора Св. Троицы |  | Памятник Александру Чаку |

## Гризинькалнс в литературе

Улица Варну (Воронья)

В романе Яна Гризиня «Республика Вороньей улицы» красочно описаны обитатели Гризинькалнса начала XX века. Ватаги мальчишек легко добегали по булыжным мостовым от фабричных корпусов до улицы Матиса, за которой начинался «утончённый центр» («smalkais centrs»). Там была другая жизнь — мир зеркальных витрин и парадных подъездов, дорогих отелей и маркиз над террасами рижских кафе. В той жизни поезда уходили в Варшаву и Санкт-Петербург, уплывали пароходы в Антверпен и Гамбург… О той сказочной жизни мальчишки с городской окраины могли только мечтать.
Гризинькалнс стал местом действия и автобиографической трилогии латышской писательницы Визмы Белшевицы — «Билле», «Билле живёт дальше» и «Прекрасная молодость Билле». На одном из домов на улице Варну установлена памятная доска, посвящённая Билле — главной героине романа.